# Standbeeld van de gebroeders De Witt

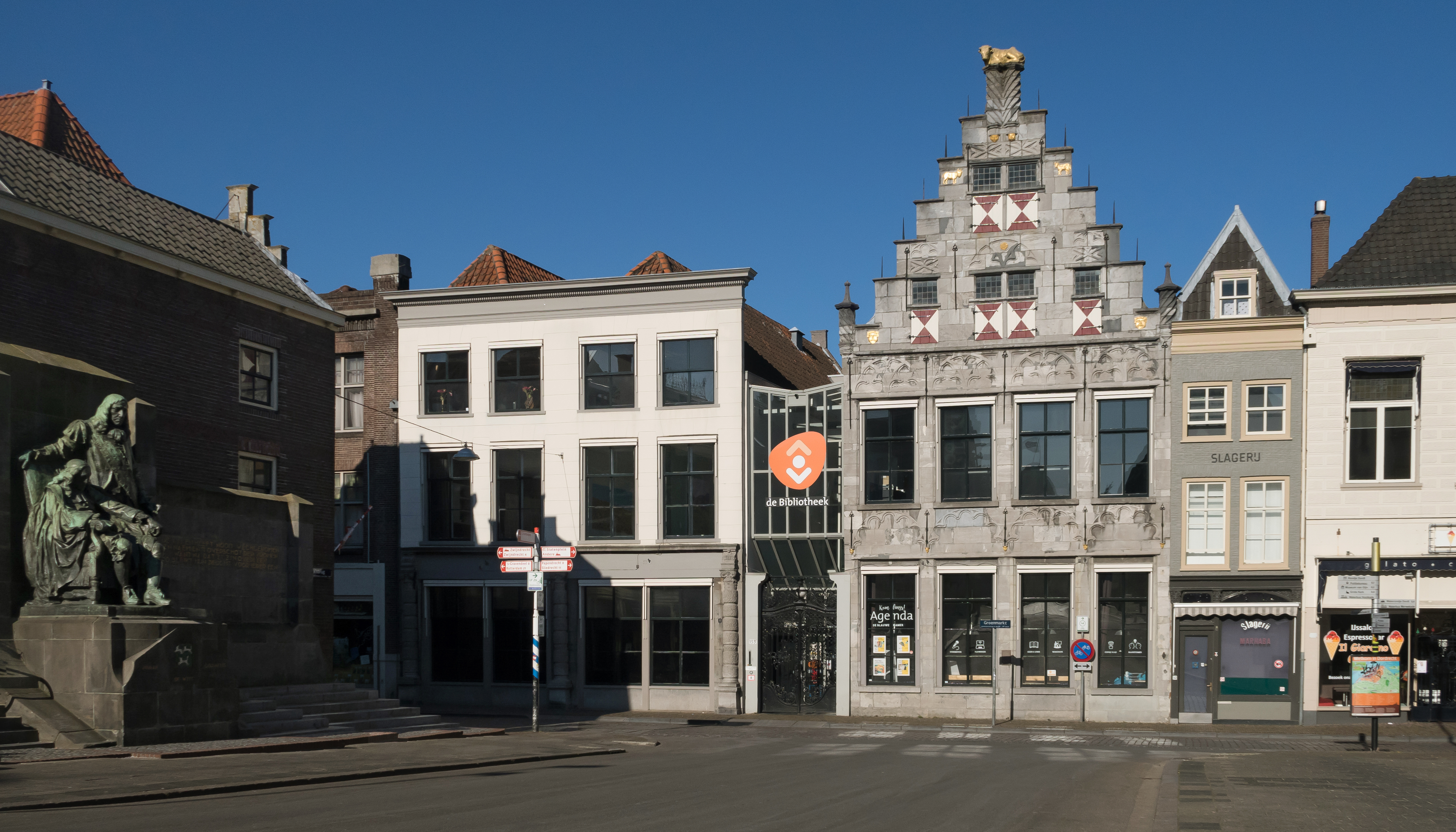
Dordrecht, straatzicht Visbrug-Groenmarkt links: standbeeld van de gebroeders De Witt, rechts: slagerij en ijssalon

Het standbeeld van de gebroeders De Witt is een 20e-eeuws gedenkteken in de stad Dordrecht, in de Nederlandse provincie Zuid-Holland. Het beeld is opgericht ter nagedachtenis aan raadpensionaris Johan de Witt en zijn broer Cornelis de Witt.

## Achtergrond
Johan (Jan) de Witt (Dordrecht, 1625 – Den Haag 1672), heer van Zuid- en Noord-Linschoten, Snelrewaard, Hekendorp en IJsselvere, was tijdens het Eerste Stadhouderloze Tijdperk negentien jaar lang raadpensionaris van het graafschap Holland en daarmee de belangrijkste politicus van de Republiek der Zeven Verenigde Nederlanden. Zijn broer Cornelis (Dordrecht, 1623 – Den Haag 1672) was onder meer ruwaard van de Heerlijkheid Putten, baljuw van de Beijerlanden en burgemeester van Dordrecht. Op 20 augustus 1672 werden de gebroeders De Witt vermoord in Den Haag.
Nadat in 1902 een comité werd samengesteld om een monument voor stadhouder Willem III op te richten, gingen er geregeld stemmen op om voor Johan de Witt een standbeeld op te richten. In 1913 werden er twee comités gevormd, een voor de oprichting van een standbeeld voor Johan in Den Haag en een voor de oprichting van een monument voor de gebroeders De Witt in Dordrecht. Voorzitter van het Dordtse comité was baron Sweerts de Landas Wyborgh, commissaris van de koningin. Beide comités besloten te gaan samenwerken. Giften die zonder nadere bestemming binnenkwamen, zouden gelijkelijk tussen de comités worden verdeeld. Koningin-moeder Emma gaf een bijdrage aan beide comités.
Eind 1915 werd bekendgemaakt dat de opdracht voor het beeld in Dordrecht was gegund aan beeldhouwer Toon Dupuis. Zijn ontwerp werd in september 1917 in het stadhuis tentoongesteld. Dupuis beeldde de raadpensionaris zittend af, met zijn broer staand. Het beeld werd in brons gegoten bij de Delftse gieterij N.V. F.W. Braat. De zandstenen omlijsting werd ontworpen door architect Dirk Roosenburg en uitgevoerd bij Steenhouwerij vh Kooy in Den Haag.
Op 12 juni 1918 werd in Den Haag het standbeeld van Johan de Witt, van de hand van Fré Jeltsema, op de Plaats onthuld. De onthulling in Dordrecht vond een aantal maanden later plaats, op 20 augustus 1918, de dag dat de broers werden vermoord. Prof. dr. Brugmans hield een rede in de Waalse kerk, waarna het beeld door voorzitter baron Sweerts de Landas Wyborgh werd overgedragen aan de gemeente en door burgemeester Hillebrand Jacob Wichers in dank aanvaard.

## Beschrijving
Het naturalistische, bronzen standbeeld toont de broers in 17e-eeuwse kledij. Johan draagt een kalot op zijn hoofd en zit op een stoel. Zijn broer Cornelis leunt tegen de stoel en houdt in zijn linkerhand een wandelstok. Onder het beeld is het wapen van de familie De Witt aangebracht, met de namen van beide broers.

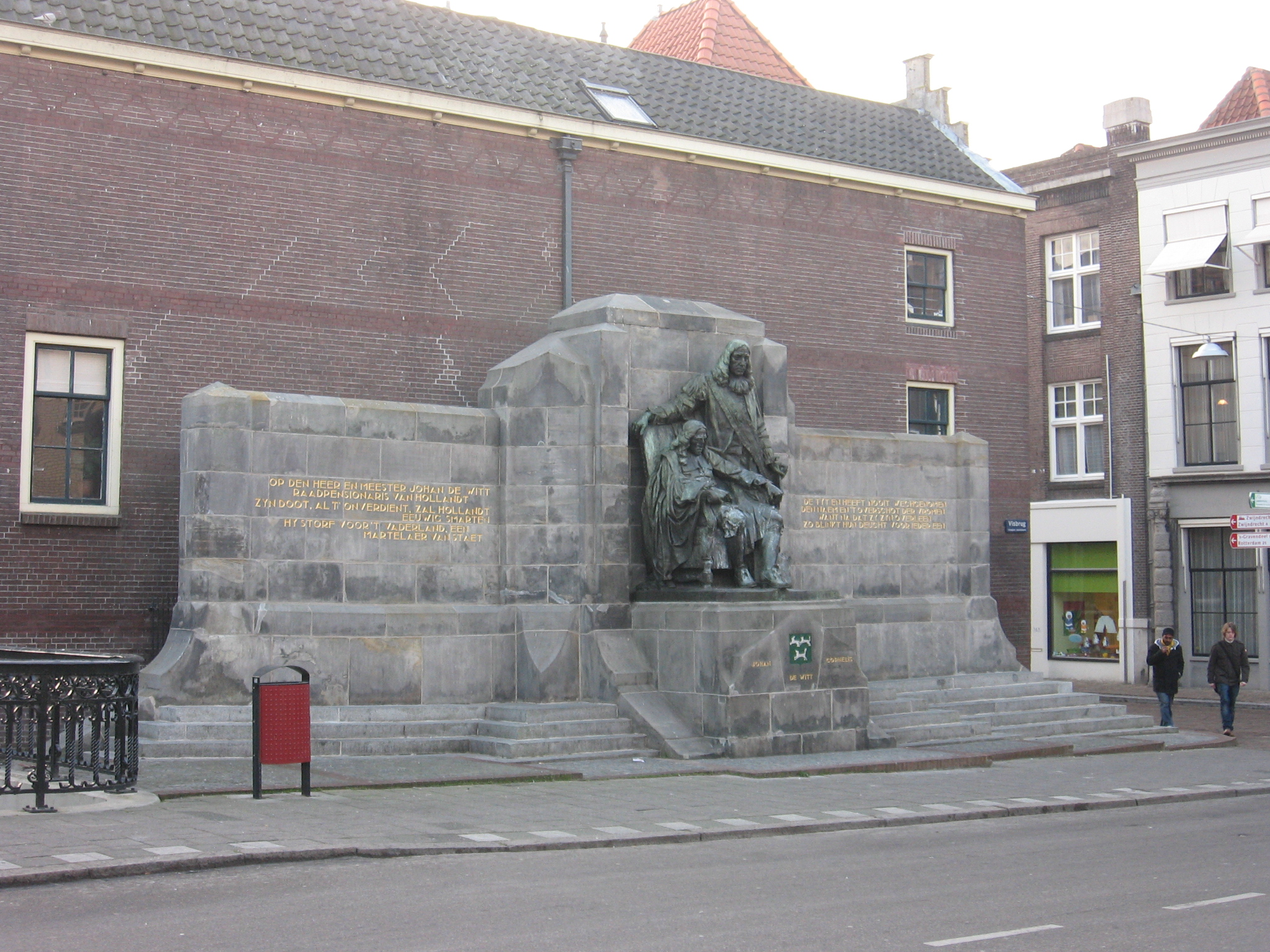
Zicht op het beeld met de zandstenen omlijsting

Het bronzen beeld staat op een piëdestal en wordt omkaderd door een hoger opgaand, risalerend middendeel. Aan weerszijden is een muur geplaatst met hoeklisenen en afgeschuinde hoeken, beide zijden tonen een citaat uit het hekelstuk Palamedes (1625) van Joost van den Vondel:

OP DEN HEER EN MEESTER JOHAN DE WITT
RAADPENSIONARIS VAN HOLLANDT
ZYN DOOT, ALT' ONVERDIENT, ZAL HOLLANDT EEUWIG SMARTEN
HY STORF VOOR 'T VADERLAND, EEN MARTELAER VAN STAET

DE TYT EN HEEFT NOOIT WECHGENOMEN
DEN NAEM EN 'T OVERSCHOT DER VROMEN
WANT NA DAT ZY ZYN OVERLEEN
ZO BLINKT HUN DEUCHT VOOR IEDER EEN

## Waardering
Het gedenkteken werd in 2001 als rijksmonument in het Monumentenregister opgenomen, vanwege de cultuurhistorische, de architectuurhistorische en kunsthistorische waarde en de stedenbouwkundige waarde. "Het monument heeft cultuurhistorische waarde als voorbeeld van een herinneringsmonument uit het eerste kwart van de twintigste eeuw, waaruit de herleefde aandacht spreekt voor belangrijke figuren uit de vaderlandse geschiedenis, in de negentiende en het begin van de twintigste eeuw. Het monument heeft archituurhistorische en kunsthistorische waarde als voorbeeld in de ontwikkeling van de monumentale beeldhouwkunst in Nederland, en vanwege de combinatie van naturalisme en een bijzondere, monumentale architectonische setting. Het monument heeft ensemble- en stedenbouwkundige waarde vanwege de samenhang met de omgeving, als onderdeel van de historische bebouwing in de oude binnenstad en vanwege de bijzondere locatie. Het monument is tevens van belang vanwege de herkenbaarheid en de gaafheid."